# Nordiskt institut för kunskap om kön
Nordiskt institut för kunskap om kön (NIKK), tidigare Nordiskt institut för kvinno- och könsforskning, grundades 1995 och var ett tvärnordiskt kunskapscentrum för könsforskning och jämställdhet i Norden. NIKK var placerat vid Universitetet i Oslo och finansierades av Nordiska ministerrådet. NIKK:s uppgift var att utgöra en bro mellan nordisk könsforskning och nordisk jämställdhetspolitik. NIKK:s verksamhet skedde i aktiv dialog med de nordiska jämställdhetsministrarna (MR-JÄM) och ämbetsmannakommittén för jämställdhet (ÄK-JÄM). NIKK bidrog till att genomföra det nordiska samarbetsprogrammet för jämställdhet: "Med fokus på kön er målet ett jämställt samhälle (2006-2010)".
NIKK initierade, koordinerade och utförde projekt med syfte att belysa viktiga jämställdhets- och könspolitiska problemställningar. Detta inkluderade forskningsprojekt, utredningar, översikter och rapporter. 
År 2011 bestämde Nordiska ministerrådet att omorganisera NIKK från ett nordiskt institut till ett nordiskt samarbetsorgan. År 2012 utlystes uppdraget som nordiskt samarbetsorgan i en anbudsrunda. Uppdraget gällde att vidareutveckla informationsuppdraget och att inkludera administrationen av en nordisk stödordning för jämställdhet samt fungera som projektsekretariat. Anbudsrundan vanns av Göteborgs universitet och Nationella sekretariat för genusforskning. 
Samarbetsorganet Nordisk information för kunskap om kön, NIKK, etablerades i slutet av år 2012. Nuvarande verksamhet är planlagd t.o.m. år 2022.
Förkortningen NIKK är inarbetad i Norden – och framför allt internationellt – och associeras med fakta, forskning och kunskap om kön och jämställdhet. Därför har det nordiska samarbetsorganet valt att fortsätta använda förkortningen NIKK.

## Projekt
- Kön och makt i Norden (2008-2009)
- Prostitution i Norden (2007-2008)
- Gendered Citizenship in Multicultural Europe: The Impact of Contemporary Women's Movements (FEMCIT) (2007-2011)
- Effekter av familjepolitiska ordningar för jämställdhet mellan könen (2007)
- Flerdimensionell diskrimineringspolitik i Norden (2007)
- Likestilling og livskvalitet 2007. Survey om menn, likestilling og livskvalitet (2007)
- Unga, kön och pornografi i Norden (2004-2006)

Resultaten av projektet Prostitution i Norden, utfört på uppdrag av de nordiska jämställdhetsministrarna, presenterades i oktober 2008.. Studien Kön och makt i Norden presenterades i november 2009.

## Magasin
NIKK gav ut gratistidningen NIKK magasin 3 gånger per år. Magasinet lyfte fram nya och aktuella teman och problemställningar inom könsforskning och jämställdhetspolitik i Norden.